# Carl Gustav Jacob Jacobi
Carl Gustav Jacob Jacobi   (Potsdam, 10 de desembre de 1804 - Berlín, 18 de febrer de 1851) va ser un matemàtic alemany. Autor molt prolífic, va contribuir en diversos camps de la matemàtica, principalment en l'àrea de les funcions el·líptiques, l'àlgebra, la teoria de nombres i les equacions diferencials. També va destacar en la seva tasca pedagògica, per la qual se l'ha considerat el professor més estimulant del seu temps.

## Joventut
Jacobi va néixer en una família jueva d'Alemanya. El seu pare era un pròsper banquer i el seu germà gran, Moritz von Jacobi, arribaria a ser un físic eminent. Un oncle matern es va encarregar de la seva educació amb èxit, car el 1817, quan va entrar al gymnasium a l'edat d'11 anys, li van situar en l'últim curs. No obstant això, a la Universitat de Berlín l'edat mínima d'accés era de 16 anys, pel que el seu ingrés va haver d'esperar fins a 1821. Durant els anys en els quals va romandre al Gymnasium va destacar també en grec, llatí i història.
Quan finalment va començar els seus estudis universitaris, ja havia llegit i assimilat els treballs d'eminents matemàtics com Euler i Lagrange, i fins i tot havia començat a investigar una forma de resoldre equacions quíntiques, pel que el nivell de les classes li va semblar baix i va seguir estudiant pel seu compte fora de les aules. El 1824, a pesar de ser jueu, se li va oferir una plaça com a professor en una prestigiosa escola d'ensenyament secundari de Berlín, però no el va acceptar perquè volia ser professor universitari.

## Edat adulta
El 1825 va presentar la seva tesi doctoral, que versava sobre la resolució de fraccions algebraiques. Com que l'ensenyament universitari estava vetat als jueus, va decidir convertir-se al cristianisme, després del qual va obtenir una plaça com Privatdozent (una plaça docent universitària sense remuneració) a la pròpia universitat. En aquells dies comptava amb 20 anys. Després d'un any a la Universitat de Berlín, i davant la manca de possibilitats de promoció va decidir, aconsellat pels seus col·legues, traslladar-se a la universitat de Königsberg (actual Kaliningrad, Rússia) el 1826, on es trobaria amb Franz Ernst Neumann i Friedrich Bessel, que per aquell temps tenia un gran prestigi en matemàtiques i astronomia.

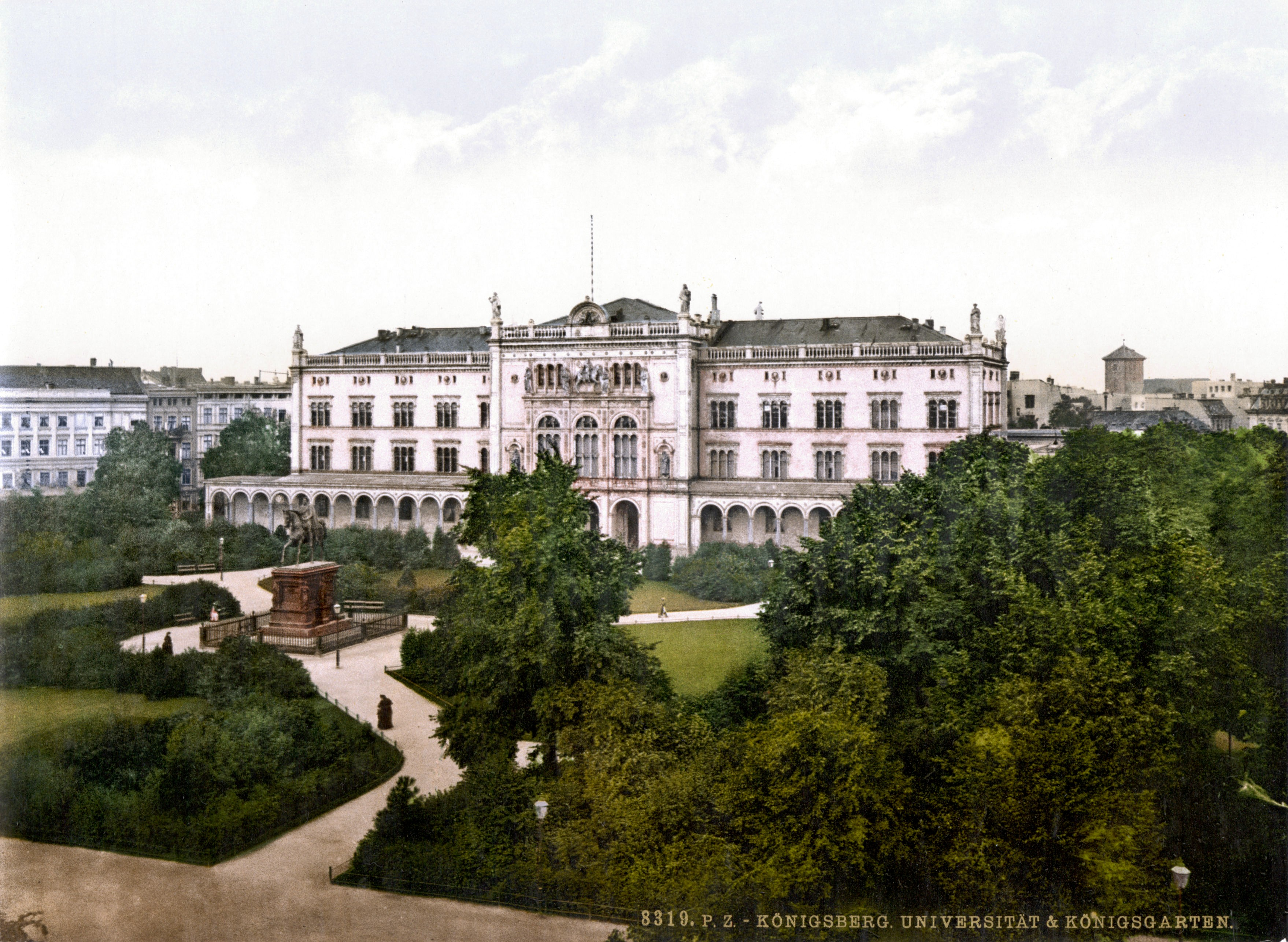
Postal del de la Universitat de Königsberg

Una vegada a Königsberg es va posar en contacte amb Gauss per a informar-li del seu treball sobre els residus cúbics i va escriure a Legendre sobre els seus resultats en l'àrea de les funcions el·líptiques. Ambdós van quedar impressionats pel talent del jove Jacobi. El 1829 va publicar Fundamenta nova theoriae functionum ellipticarum treball en el qual va assentar noves bases per a l'anàlisi de funcions el·líptiques, fonamentat en l'ús de la funció theta de Jacobi, que havia desenvolupat recentment i que va ser anomenada en el seu honor. Els seus treballs en aquest camp van gaudir del suport de Legendre, el major expert de l'època en funcions el·líptiques, el que li va facilitar optar a la plaça de professor associat. Els principis que havia establert havien estat desenvolupats de forma independent pel matemàtic noruec Niels Henrik Abel, amb el qual entaularia una certa competició que va resultar ser molt beneficiosa per a les matemàtiques, i que s'interrompria a causa de la sobtada defunció d'Abel el 1829, a l'edat de 27 anys. Durant l'estiu d'aquest any, Jacobi realitzaria un viatge a París durant el qual es reuniria amb alguns dels més eminents matemàtics del seu temps: Fourier, Poisson i Gauss.
El 1831 va contreure matrimoni amb Marie Schwinck. Dos anys més tard, el seu germà Moritz va anar a viure també a Königsberg. La influència del seu germà gran li va induir un gran interès per la física. Durant aquesta època va treballar principalment en equacions diferencials i determinants, estudiant, entre altres assumptes, el concepte que avui dia es coneix com a jacobià. Va publicar el fruit d'aquests treballs a Sobre la formació i propietats dels determinants.

## Últims anys
El 1842 va visitar Cambridge i Manchester juntament amb Bessel, en representació de Prússia, convidat per l'Associació Britànica per l'Avanç de la Ciència. A la seva tornada va donar una conferència a l'Acadèmia de Ciències Francesa. Es va fer cèlebre la seva resposta a la pregunta que li van formular de qui era, al seu judici, el matemàtic viu més important d'Anglaterra: «No n'hi ha cap», va contestar. En preguntar-li sobre la seva extraordinària dedicació al seu treball va contestar «Certament, algunes vegades he posat en perill la meva salut a causa de l'excés de treball però i què? Solament els vegetals manquen de nervis i preocupacions. I què obtenen del seu perfecte benestar?». A l'any següent, probablement a causa de l'excés de treball, la seva salut va empitjorar i se li va diagnosticar diabetis. El metge li va aconsellar mudar-se a Itàlia, on el clima era més benigne.
Per aquell temps Prússia estava en una greu crisi econòmica i, malgrat que Jacobi havia nascut en una família rica, un altre matemàtic, Dirichlet va haver d'intercedir, ajudat per Alexander von Humboldt, davant Frederic Guillem IV de Prússia perquè aquest ajudés econòmicament Jacobi. A Itàlia va recobrar la salut i es va dedicar a l'estudi de la Arithmetica de Diofant d'Alexandria. El 1844 va tornar a Berlín, on el clima no era tan extrem com a Königsberg. Durant els següents anys s'apreciaria un canvi en el punt de vista de Jacobi, que passaria a interessar-se més pels aspectes físics de la mecànica, abandonant la interpretació purament axiomàtica que havia desenvolupat Lagrange.

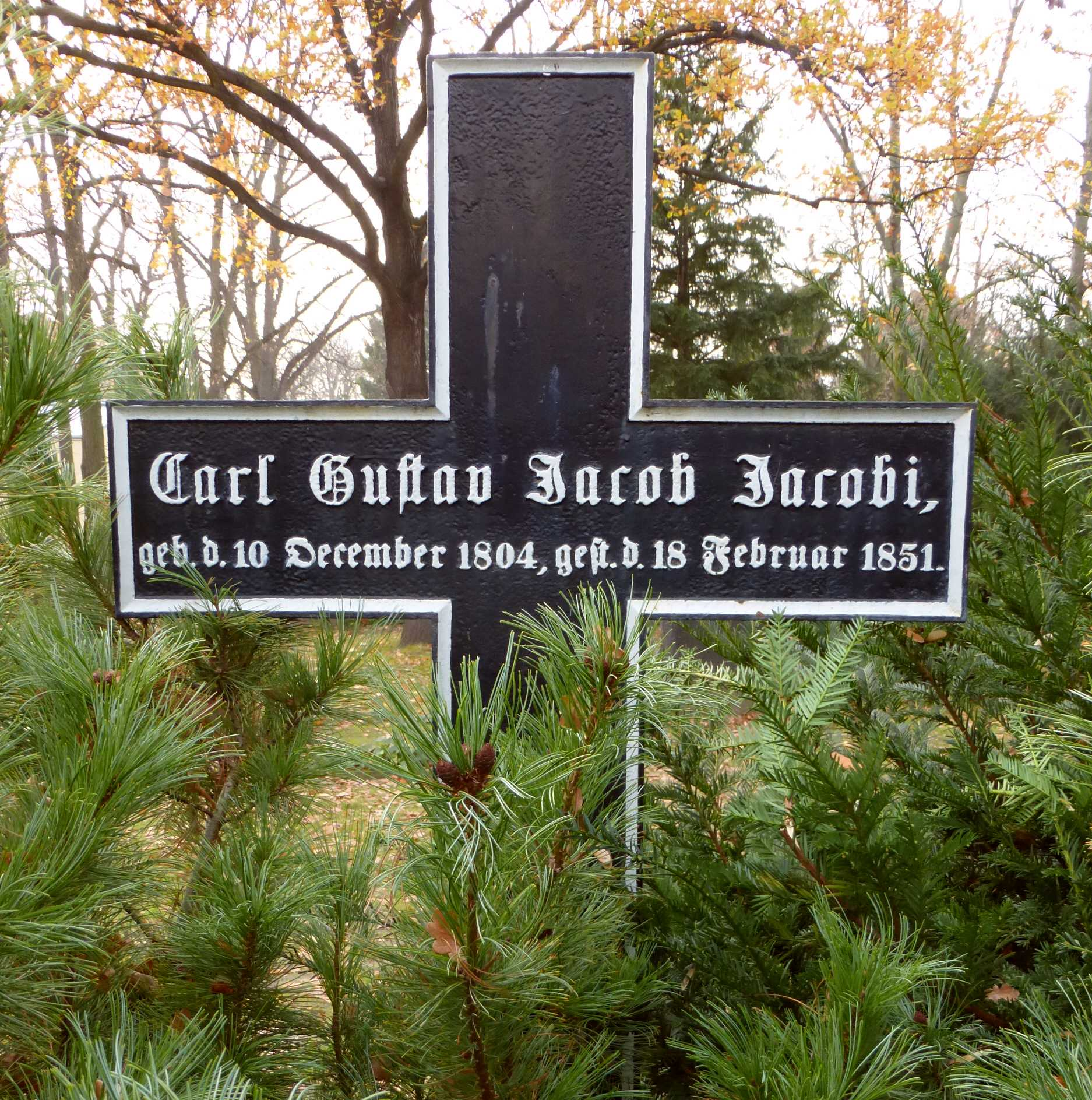
Tomba de Jacobi al Dreifaltigkeitsfriedhof de Berlín.

El 1848, a conseqüència del derrocament de Lluís Felip I de França a París, es va desencadenar una sèrie de moviments revolucionaris que van sacsejar Europa, coneguts com les revolucions de 1848. Jacobi va donar a Berlín un discurs polític que va desagradar tant a republicans com a monàrquics, el que va portar com a resultat que el vetessin per l'ensenyament a Berlín i més tard li retiressin l'ajuda econòmica que li permetia romandre allí, pel que Jacobi va decidir mudar-se a Gotha. Més tard se li restabliria part de l'assignació econòmica, que li permetria tornar a fer classes a Berlín, encara que la seva família romandria a Gotha. El 1851 va contreure una grip que el va afeblir greument. Poc temps més tard contrauria verola, malaltia que el mataria pocs dies després.

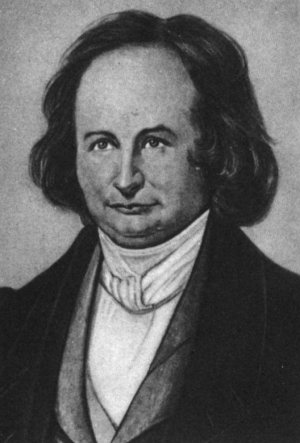
Carl Gustav Jacob Jacobi.

## Contribucions científiques
Un dels èxits més grans de Jacobi va ser la seva teoria de les funcions el·líptiques i la seva relació amb la funció theta el·líptica. Ho va desenvolupar en el seu gran tractat Fundamenta nova theoriae functionum ellipticarum (1829), i en articles posteriors al Journal de Crelle. Les funcions theta són de gran importància en la física matemàtica pel seu paper en el problema invers dels fluxos periòdics i quasi periòdics. Les equacions del moviment són integrals en termes de funcions el·líptiques de Jacobi en els casos coneguts del pèndol, la baldufa d'Euler, la part superior simètrica de Lagrange en un camp gravitatori i el problema de Kepler (moviment planetari en un camp gravitatori central).
També va fer contribucions fonamentals en l'estudi de les equacions diferencials i a la mecànica clàssica, en particular la teoria de Hamilton-Jacobi.
Va ser en el desenvolupament algebraic on va excel·lir, i va fer importants contribucions d'aquest tipus en moltes àrees de les matemàtiques, com mostra la seva llarga llista d'articles al Journal de Crelle i en altres revistes importants a partir de 1826. Es diu que va dir als seus estudiants que quan busquessin temes de recerca, havien d'"Invertir, sempre invertir" (original alemany: "man muss immer umkehren" ), reflectint la seva creença que invertir els resultats coneguts pot obrir nous camps d'investigació, per exemple, invertint integrals el·líptiques i centrant-se en la naturalesa de les funcions el·líptiques i theta.
En el seu article de 1835, Jacobi va demostrar el següent resultat bàsic classificant les funcions periòdiques (incloses les el·líptiques): Si una funció univariant d’un sol valor es multiplica periòdicament, aquesta funció no pot tenir més de dos períodes i la relació dels períodes no pot ser un nombre real.
Va descobrir moltes de les propietats fonamentals de les funcions theta, incloent l'equació funcional i la fórmula del producte triple de Jacobi, així com molts altres resultats sobre sèries q i sèries hipergeomètriques.
La solució del problema d'inversió de Jacobi per al mapa d'Abel obtinguda per Weierstrass el 1854 va requerir la introducció de la funció theta hiperel·líptica i més tard de la funció theta general de Riemann per a corbes algebraiques de gènere arbitrari. El tipus de varietat complexa torus complex associat a un gènere {\displaystyle g} corba algebraica, obtinguda per quocient {\displaystyle {\mathbf {C} }^{g}} per la xarxa de períodes s'anomena varietat jacobiana. Aquest mètode d'inversió, i la seva posterior extensió per part de Weierstrass i Riemann a les corbes algebraiques arbitràries, es pot veure com una generalització de gènere superior de la relació entre integrals el·líptiques i les funcions el·líptiques de Jacobi o Weierstrass.
Jacobi va ser el primer a aplicar funcions el·líptiques a la teoria de nombres, per exemple demostrant el teorema de la suma de dos quadrats de Fermat i el teorema de quatre quadrats de Lagrange.
El seu altre treball en teoria dels nombres va continuar el treball de Gauss amb noves proves de reciprocitat quadràtica, i la introducció del símbol de Jacobi; contribucions a lleis de reciprocitat superiors, investigacions de fraccions continuades i la invenció de les sumes de Jacobi.
També va ser un dels primers fundadors de la teoria dels determinants. En particular, va inventar el determinant jacobià format a partir de les n 2 derivades parcials de n funcions donades de n variables independents, que juga un paper important en els canvis de variables en integrals múltiples, i en moltes investigacions analítiques. El 1841 va reintroduir la derivada parcial ∂ notació de Legendre, que havia de convertir-se en estàndard.
Va ser un dels primers a introduir i estudiar els polinomis simètrics que ara es coneixen com a polinomis de Schur, donant-los l'anomenada fórmula bialternant, que és un cas especial de la fórmula de caràcters de Weyl, i derivant les identitats Jacobi-Trudi . També va descobrir la fórmula de Desnanot-Jacobi per als determinants, que subjau a les relacions de Plucker per als Grassmannians.
Els estudiants de camps vectorials, teoria de Lie, mecànica hamiltoniana i àlgebres d'operadors sovint es troben amb la identitat de Jacobi, l'anàleg de l'associativitat per a l'operació de parèntesis de Lie.
La teoria planetària i altres problemes dinàmics particulars també van ocupar la seva atenció. Mentre contribuïa a la mecànica celeste, va introduir la integral de Jacobi (1836) per a un sistema de coordenades astronòmiques. La seva teoria de l'últim multiplicador és tractada a Vorlesungen über Dynamik, editat per Alfred Clebsch (1866).
Va deixar molts manuscrits, parts dels quals s'han publicat a intervals al Journal de Crelle. Altres obres seves inclouen Commentatio de transformatione integralis duplicis indefiniti in formam simpliciorem (1832), Canon arithmeticus (1839) i Opuscula mathematica (1846–1857). La seva Gesammelte Werke (1881–1891) va ser publicada per l'Acadèmia de Berlín.
El propi Weierstrass, juntament amb altres matemàtics com Borchardt, Clebsch i Lottner, es va encarregar d'editar i publicar les seves Gesammelte Werke (Obres Completes) en vuit volums entre 1881 i 1891